# Красна Горка (Ленінськ-Кузнецький округ)
Кра́сна Го́рка (рос. Красная Горка) — селище у складі Ленінськ-Кузнецького округу Кемеровської області, Росія.

## Населення
Населення — 163 особи (2010; 195 у 2002).
Національний склад (станом на 2002 рік):
- росіяни — 92 %